# توچا
توچا (به ژاپنی: 闘茶 Tōcha)، یک سرگرمی ژاپنی است که بر اساس شناسایی انواع مختلف چای شکل گرفته است. این رسم از چین سرچشمه گرفت جایی که در دوران دودمان تانگ به نام دوچا شناخته می‌شد، قبل از اینکه در دوره کاماکورا به ژاپن گسترش یابد.